# Remixed
Remixed är debut remixalbumet av den svenska trance-duon Antiloop. Det släpptes i november 1998 av Stockholm Records, och nådde plats 33 på Sverigetopplistan. Albumet såldes i 25 000 exemplar.
Med cd-skivan följde det även med 3 musikvideor i MPEG-format.

## Låtlista
Alla låtar är skrivna och komponerade av Antiloop. 
| Nr           | Titel                                           | Längd |
| ------------ | ----------------------------------------------- | ----- |
| 1.           | Intro (People Say...)                           | 2:14  |
| 2.           | Believe (Radio Version)                         | 3:26  |
| 3.           | Polythene                                       | 4:34  |
| 4.           | Purpose In Life (Tower Of Babel Mix)            | 6:01  |
| 5.           | I Love You (Demo Version)                       | 4:49  |
| 6.           | Nowhere To Hide (Blue Cocteau Mix)              | 8:38  |
| 7.           | This Is The Night (Long Reconstruction)         | 7:38  |
| 8.           | In My Mind (Stoney's Gangstas 2000 Remix)       | 6:21  |
| 9.           | Trespasser (Radio Version)                      | 3:41  |
| 10.          | Believe (Dub Version) (Mastring av Åsa Winzell) | 7:12  |
| Total längd: | Total längd:                                    | 54:39 |

| 1. | Believe (MPEG Video)         | 3:24 |
| 2. | Nowhere To Hide (MPEG Video) | 3:32 |
| 3. | In My Mind (MPEG Video)      | 3:27 |

## Topplistor
| Land                        | Placering |
| --------------------------- | --------- |
| Sverige (Sverigetopplistan) | 33        |